# 20/20
20/20 je petnajsti album ameriške glasbene skupine The Beach Boys. Izšel je leta 1969 pri založbi Capitol Records.

## Seznam skladb
1. "Do It Again" - 2:25
2. "I Can Hear Music" - 2:36
3. "Bluebirds over the Mountain" - 2:51
4. "Be With Me" - 3:08
5. "All I Want to Do" - 2:02
6. "The Nearest Faraway Place" - 2:39
7. "Cotton Fields" - 2:21
8. "I Went to Sleep" - 1:36
9. "Time to Get Alone" - 2:40
10. "Never Learn Not to Love" - 2:31
11. "Our Prayer" - 1:07
12. "Cabinessence" - 3:34